# 夢想之地
《夢想之地》（英語：Minari，直译：「水芹」）是2021年2月上映的美國劇情電影，由美籍韓裔導演鄭李爍執導兼編劇，史蒂文·連、韓藝璃、尹汝貞、艾倫·金、威爾·派頓與諾兒·凱特·曹主演。影片講述韩裔美国人的家庭故事，改编自80年代鄭导演一家怀著“美国梦”而移居美国的真实故事，屬半自傳作品。
該片於2019年8月16日殺青。2020年1月26日在辛丹斯電影節上首映，並獲得美國劇情片競賽單元觀眾獎及評審團大獎。
該片收獲影評人廣泛的讚賞，被眾多雜誌與組織列為該年度十大佳片之一，問鼎第93屆奧斯卡金像獎與第74屆英國電影學院獎六項大獎，並獲得金球獎最佳外語片。尹汝貞憑該片成為首位入圍暨獲得奧斯卡最佳女配角獎與英國電影學院獎的韓籍演員，也是首位獲得美國演員工會獎電影類個人獎的亞洲演員；史蒂文·連則是首位入圍奧斯卡最佳男主角獎的韓裔演員。

## 剧情
1983年，从韩国移民来美国的李家从加州搬到阿肯色州乡下。一家之主雅各布打算在家園旁的農地种植韩国农作物，以卖给达拉斯的零售商。在拒絕聘用寻水工後，雅各布独自找到水源，為灌溉而挖了一口井，並雇用举止古怪的当地人，同時也是朝鲜战争退伍老兵的保罗。由於儿子大卫的心脏瓣膜閉鎖不全，因此妻子莫妮卡總是提心吊膽地要大卫不要奔跑。
对未来满怀希望的雅各，和莫妮卡另外在孵化场做著小雞性別鑑定的工作，但莫妮卡卻對新家環境不甚滿意，也對一家人的未來感到擔憂，因此夫妻倆總是吵得不可開交，兒女都看在眼裡。考虑到两个孩子需要照顾，夫妇倆決定让莫妮卡的母亲顺子从韩国移民來美。大卫被迫和外婆共住一个房間，由于順子和大衛心中對外婆形象的想像有所落差，因此经常躲避外婆。尽管如此，顺子还是竭力适应美国的生活，嘗試親近两个外孙。
雅各布發現自己鑿的井逐渐干涸，达拉斯的零售商在最后关头取消了他的订单，家裡也因繳不出水費而被斷水，这让莫妮卡搬回加州的想法更加强烈，但一直被丈夫雅各布劝留，婚姻关系濒临破裂。
与此同时，顺子带着外孙沿着小溪边播种水芹种子，並向外孙表示水芹的生命力顽强，有許多用途，日后必定会茁壮生长。顺子教大卫玩花牌，帮他疗伤，哄他睡觉，祖孙关系无比亲近。顺子认为大卫比父母想得還要强壯，鼓勵他多锻炼身体。
某日清晨，顺子突然中风，虽然经过一番治疗，但说话和行动能力已受损。
李家四口前往俄克拉荷马城的醫院检查大卫的心脏，顺道接洽当地的零售商。尽管大卫的心脏瓣膜逐漸閉鎖而不必開刀，雅各布也談妥了生意，但莫妮卡不滿雅各布比起家庭更看重事业。一番争执后，莫妮卡表明自己已經對雅各失去信心，無法再與雅各繼續走下去。
就在这时，独自在家的顺子在烧垃圾的时候，不小心引發大火，並延燒到存有蔬果的倉庫。回到家的雅各布赶紧冲进火场救货，莫妮卡也连忙跟上去幫忙。然而火势迅速又猛烈，夫妇俩不得不逃出火场，任由谷仓焚烧。自責的顺子失了魂般地往家门外的方向离去，安妮和大卫嘗試喚回外婆。看到外婆頭也不回貌，大卫便使勁力氣冲到她前面攔住她，回過神的順子才被勸回，並牽著外孫們回家。一家人疲惫不堪，聚在客廳的地板沉睡着，但顺子卻坐在椅子上望着他们，淚水在眼框裡打轉。
不久后，雅各布和莫妮卡雇用寻水工找到新水井的位置，用石头作标记。稍后，雅各和大衛來到溪边收割长势良好的水芹，而雅各布對大衛稱道順子的選地眼光。

## 演員陣容
- 史蒂文·連 飾演 雅各·李／李濟福（／[17]）
- 韓藝璃 飾演 莫妮卡·李／裴蓮花（／[17]）
- 尹汝貞 飾演 順子（／）
- 威爾·派頓（英语：Will Patton） 飾演 保羅（Paul）
- 艾倫·金（Alan Kim） 飾演 大衛·李／李志勳（／[17]）
- 諾兒·凱特·曹（Noel Kate Cho） 飾演 安妮·李／李志暎（／[17]）
- 史考特·荷茲 飾演 比利（Billy）
- 戴洛·考克斯（英语：Darryl Cox (actor)） 飾演 哈蘭先生（Mr. Harlan）
- 艾絲特·文（Esther Moon） 飾演 吳女士（Mrs. Oh）

## 制作

### 开发
郑李烁一开始想改编薇拉·凯瑟的《我的安东尼娅》，但发现凯瑟不想其他人将她的作品改成电影，于是决定将自己在乡下成长的经历改编成片。郑李烁去到图书馆，写下个人的一些记忆，用作剧情的蓝本。
影片剧本于2018年开始创作，当时郑李烁在仁川的犹他大学亚洲校区担任教师不久。郑李烁想到自己在阿肯色州农场的童年经历，在编剧过程中参考了凯瑟和陀思妥耶夫斯基的作品，其中凯瑟的名言“她停止钦佩并开始回忆时，生活才真正开始”是他讲述个人故事的动机。在《洛杉矶时报》的采访中，郑李烁认为展现家人的经历有难度：“我的父母都很内敛（不希望公开自己的经历），所以创作这部电影比较难。我担心他们有意见，所以拍完片子开始剪片，才告诉他们电影的事。”
郑李烁的剧本采用英文，之后的韩文对白是从英文翻译过来的。韩文对白经导演和演员商量后，由专业人士翻译成口语化的韩语。
2019年初，克莉丝汀娜·吴和B计划娱乐担任影片制片人。发行权随后由A24买下。

### 选角
2019年7月，史蒂文·連、韓藝璃、尹汝貞、威爾·派頓和史考特·荷茲加盟剧组。
當時在韓國任教的導演通過朋友向韓藝璃傳達了劇本，韩艺璃起初认为自己无法接下莫妮卡的角色，因为電影的拍攝日程會與电視劇《綠豆花》產生衝突，便向導演推薦了千玗嬉，因为应该让韩裔女性扮演莫妮卡。她认为，莫妮卡这个主要角色“应该最有韩国人的味道”，因为她很难融入美国的生活，所以应该由出生在韩国、说韩语的演员表演。但導演認為莫妮卡的角色除了韓藝璃之外沒有更好的人選了，因為莫妮卡是一個需要在沈默中有靈魂和深度的角色，是一個非常需要演員演技廣度的人物。雖然向製作公司詢問能否更改拍攝日期，然而卻得到了否定的答覆。最終還是韓藝璃方配合電影積極調整了自己電視劇的拍攝日程。

### 摄制
主体拍摄于2019年7月在俄克拉荷马州塔爾薩启动。拍摄历时25天。为了赶上圣丹斯电影节报名的截止日期，影片一边拍摄，一边由剪辑师哈利·尹剪辑。
拍摄期间韩艺璃和尹汝贞住在同一间Airbnb。尹汝贞在美国没有什么名气，不像在韩国那样成为功成名就的演员，她需要用新的观众群体展现她的演技。尹汝贞之前在美国生活过，所以她在表演中用到那段经历。郑李烁让她不要用自己外婆的方式扮演顺子，得到她的同意。郑李烁也接纳了尹汝贞的许多建议，其中一个是让她的角色偷教堂午餐会的东西卖钱，虽然郑李烁的宗教背景让他对这场戏有所犹豫。尹汝贞表示，郑李烁打算让顺子在影片结尾活着。

## 發行
《夢想之地》在2020年2月26日於辛丹斯電影節上舉行世界首映，並入選多維爾美國電影節、瓦亞多利國際電影節、漢普頓國際電影節、夏威夷國際電影節、哈特蘭電影節與蒙特克萊電影節等。
該片選定正值韓國新年的2021年2月12日（農曆正月初一）作為美國正式上映的日期，並為競逐奧斯卡金像獎而先行在2020年12月11日於紐約與洛杉磯等部分地區限定上映。由於受到嚴重特殊傳染性肺炎疫情的影響，擴大上映日（2月12日）仍僅限於部分開放的電影院，因此A24同時推出了虛擬電影院——「放映室」（Screening Room），於線上提供電影觀賞的服務。2021年2月26日，電影正式在美國數個串流媒體上線，提供隨選影片服務。。
大韓民國於2020年10月23日在釜山國際電影節首映該片，隔年3月3日正式上映，由Pancinema（판씨네마）代理發行。新加坡由創藝電影代理發行，於2021年2月26日起試映，3月11日正式上映。馬來西亞由創藝電影與嘉通院線共同代理發行，於2021年4月1日上映。香港由高先電影代理發行，於2021年4月2日在香港國際電影節上首映，4月22日公映。澳門同樣由高先電影代理發行，於2021年4月8日上映。臺灣由傳影互動代理發行，於2021年4月16日舉辦口碑場放映，4月23日正式上映。

## 電影原聲帶
| 曲序 | 曲目                                             | 演唱   | 时长 |
| ---- | ------------------------------------------------ | ------ | ---- |
| 1.   | Intro                                            |        | 1:38 |
| 2.   | Jacob and the Stone（雅各和石頭）                |        | 1:38 |
| 3.   | Big Country（大鄉村）                            |        | 2:16 |
| 4.   | Garden of Eden（伊甸園）                         |        | 1:36 |
| 5.   | Rain Song（雨之歌）                              | 韓藝璃 | 2:12 |
| 6.   | Grandma Picked a Good Spot（外婆選了一個好地方） |        | 3:30 |
| 7.   | Halmeoni（外婆）                                 |        | 1:23 |
| 8.   | Jacob's Prayer（雅各的祈禱）                     |        | 1:34 |
| 9.   | Wind Song（風之歌）                              | 韓藝璃 | 2:41 |
| 10.  | Birdslingers（捕鳥人）                           |        | 1:52 |
| 11.  | Oklahoma City（奧克拉荷馬城）                    |        | 1:08 |
| 12.  | Minari Suite（水芹組曲）                         |        | 3:48 |
| 13.  | You'll Be Happy（你會開心的）                    |        | 0:52 |
| 14.  | Paul's Antiphony（保羅的輪唱）                   |        | 1:54 |
| 15.  | Find It Every Time（每次都能找到它）             |        | 2:25 |
| 16.  | Outro                                            |        | 2:53 |

## 評價
《夢想之地》獲得廣泛的好評，爛番茄綜合284位影評人的評論，統計出該片獲得98%新鮮度、8.70分（滿分10分），影評人共識：「在史蒂文·連與韓藝璃迷人演技的引領下，《夢想之地》以1980年代的美國為背景，描繪了一段親密又揪心的家庭生活與同化過程。」Metacritic綜合49位影評人的評論，該片獲得89分，屬「廣泛讚譽」。。2022年，爛番茄網站整理「有史以來最好的81部亞裔美國電影」名單，《夢想之地》排名第4名。
年度十大佳片排行
- No. 1 － Awards Campaign（The Playlist）
- No. 1 － 電影脈衝（Film Pulse）[註 1]
- No. 1 － JoBlo.com（英语：JoBlo.com）[註 2]
- No. 1 － 羅傑·埃伯特網（英语：RogerEbert.com）[註 3]
- No. 1 － 聖安東尼奧時報（英语：San Antonio Current）
- No. 2 － 阿肯色州民主黨人公報（英语：Arkansas Democrat-Gazette）
- No. 2 － 巴爾的摩雜誌（英语：Baltimore (magazine)）
- No. 2 － 每日野獸
- No. 2 － 娛樂週刊
- No. 2 － Hammer to Nail[註 4]
- No. 2 － 愛達荷州新聞（英语：The Idaho Press-Tribune）
- No. 2 － IndieWire[註 5]
- No. 2 － Now（英语：Now (newspaper)）[註 6]
- No. 2 － 浮華世界
- No. 3 － Below The Line
- No. 3 － 前音後果
- No. 3 － 反電影學院派（英语：Film School Rejects）
- No. 3 － 哈潑時尚
- No. 3 － 赫芬頓郵報
- No. 3 － 匹茲堡雜誌（英语：Pittsburgh Magazine）
- No. 3 － 羅傑·埃伯特網[註 7]
- No. 3 － 羅傑·埃伯特網[註 8]
- No. 3 － 聖荷西信使報
- No. 3 － 蘇城報（英语：Sioux City Journal）
- No. 3 － /Film（英语：/Film）[註 9]
- No. 3 － 雷達之下（英语：Under the Radar (magazine)）[註 10]
- No. 3 － The Young Folks
- No. 4 － 芝加哥每日先驅報（英语：Daily Herald (Arlington Heights, Illinois)）
- No. 4 － Deadline Hollywood[註 11]
- No. 4 － 衛報（美國名單）
- No. 4 － 明星論壇報（英语：Star Tribune）
- No. 4 － 我們週刊（英语：Us Weekly）
- No. 5 － 美聯社[註 12]
- No. 5 － MovieWeb（英语：MovieWeb）
- No. 5 － 羅傑·埃伯特網[註 13]
- No. 5 － 雷達之下[註 14]
- No. 6 － 奧斯汀360（英语：Austin American-Statesman）
- No. 6 － Awardsdaily
- No. 6 － 奇佳雜誌（Far Out Magazine）
- No. 6 － 環球郵報
- No. 6 － 好萊塢報導[註 15]
- No. 6 － 羅傑·埃伯特網[註 16]
- No. 6 － 螢幕日刊（英语：Screen International）[註 17]
- No. 6 － 多倫多星報
- No. 7 － 影音俱樂部[註 18]
- No. 7 － CBC新聞
- No. 7 － Collider[註 19]
- No. 7 － Collider[註 20]
- No. 7 － FirstShowing.net
- No. 7 － 滾石雜誌[註 21]
- No. 7 － /Film[註 22]
- No. 8 － ABC新聞《早安美國》
- No. 8 － 奧斯汀紀事報[註 23]
- No. 8 － 奧斯汀紀事報[註 24]
- No. 8 － 羅傑·埃伯特網[註 25]
- No. 8 － 羅傑·埃伯特網[註 26]
- No. 8 － /Film[註 27]
- No. 8 － 綜藝雜誌[註 28]
- No. 9 － 君子雜誌
- No. 9 － 電影脈衝（Film Pulse）[註 29]
- No. 9 － 電影舞台（The Film Stage）[註 30]
- No. 9 － ScreenCrush
- No. 10 － 影音俱樂部[註 31]
- No. 10 － 紐約郵報[註 32]
- No. 10 － The Playlist
- － The Beat
- － 波士頓先驅報（英语：Boston Herald）
- － IndieWire[註 33]
- － 羅傑·埃伯特網[註 34]
- － 板岩雜誌
- － Uproxx

### 奖项
影片于2020年圣丹斯电影节首映，获美国剧情片竞赛单元观众奖及评审团大奖，名列美国电影学会和國家評論協會年度十佳影片榜单，收获3项美国演员工会奖、6项奥斯卡金像奖和10项评论家选择电影奖提名，其中尹汝贞凭借该片获得奥斯卡最佳女配角奖和英国电影学院奖最佳女配角奖，是首位获得两大奖项的韩裔演员兼亚裔演员，史蒂文·连成为首位获提名奥斯卡最佳男主角奖的韓裔演员。

## 外部連結
- 官方网站
- 《夢想之地》的Instagram帳戶
- 《夢想之地》的X（前Twitter）
- 《夢想之地》的Facebook專頁
- 互联网电影数据库（IMDb）上《夢想之地》的资料（英文）
- NAVER上《夢想之地》的資料
- Daum上《夢想之地》的資料

- 開眼電影網上《夢想之地》的資料（繁體中文）
- 豆瓣电影上《夢想之地》的資料 （简体中文）